# Harikamo
Harikamo（日語：はりかも）（3月29日—），日本女性漫畫家。香川縣出身。代表作為《烏菈菈迷路帖》。

## 經歷
自專門學校穴吹設計學院畢業後，於擔任同校兼任講師的同時，在《Manga Time Kirara Miracle!》創刊號至2014年1月號進行《夜森之國的索拉妮》的連載。之後自2014年6月號開始連載目前的代表作《烏菈菈迷路帖》，本作於2017年冬天改編為電視動畫，並於同年雜誌休刊後移籍至《Manga Time Kirara》繼續連載。
血型為O型。筆名的「Hari」來自本名，「kamo」來自於日文的「可能是（かもしれない）」，為隨意決定的名字。

## 作品列表

### 連載作品
- 夜森之國的索拉妮（《Manga Time Kirara Miracle!》vol.1－2014年1月號，芳文社）
- 烏菈菈迷路帖（《Manga Time Kirara Miracle!》2014年6月號－2017年12月號、《Manga Time Kirara》2018年2月號－2019年7月號，芳文社）

### 插圖
- ないしょでアイドル♪ 晴香、男の子に!? ショーゲキ☆デビューの巻（角川翼文庫（日语：角川つばさ文庫））

### 電視動畫
- 城下町的蒲公英（第1話提供背景插圖）
- 請問您今天要來點兔子嗎？（TOKYO MX再放送版第12話片尾插圖）
- 三者三葉（第1話片尾插圖）

## 外部連結
- はりかも的X（前Twitter）